# Mel Watt
Melvin Luther Watt, detto Mel (Contea di Mecklenburg, 26 agosto 1945), è un politico e avvocato statunitense, deputato democratico per lo stato della Carolina del Nord alla Camera dei Rappresentanti dal 1993 al 2014.

## Biografia
Dopo gli studi all'Università della Carolina del Nord a Chapel Hill, Watt si laureò in legge a Yale. Dal 1970 al 1992 lavorò come avvocato in uno studio legale.
Nel 1985 venne eletto al Senato di stato della Carolina del Nord come membro del Partito Democratico, ma dopo un solo mandato decise di ritirarsi.
Nel 1992 venne creato un nuovo distretto congressuale nello stato. Tale circoscrizione presentava un alto tasso di residenti afroamericani e Watt, candidatosi a deputato, non faticò a farsi eleggere.
Watt divenne così uno dei due afroamericani eletti al Congresso dalla Carolina del Nord nel ventesimo secolo, insieme ad Eva Clayton.
Mel Watt si configura come progressista ed era membro del Congressional Progressive Caucus. Dal 2005 al 2007 fu presidente del Congressional Black Caucus.